# Pérnatec horský
Pérnatec horský (Lastrea limbosperma) nebo také kapradiník horský je jeden z největších zástupců kapradin rostoucích na českém území. Dorůstá až do výšky 100 cm.

## Popis
Pérnatec se vyznačuje téměř přímými listy, v nálevkovité růžici, jednoduše zpeřené. Nejdolejší páry lístků jsou nápadně menší než lístky prostřední. Oddenek je krátký, tlustý, vystoupavý až přímý, zbytky listů zakrytý.

## Rozmnožování
Rozmnožují se pomocí výtrusů uložených na spodní straně listů kapradin. U pérnatce jsou chráněny ledvinitými, malými, zubatými a brzy opadávajícími ostěrami. Když prasknou, výtrusy jsou rozneseny do okolí a vyklíčí v prokel. Doba zralosti výtrusů VII-IX.

## Ekologie
Roste ve stinných lesích, ve vlhkých příkopech při okrajích cest, podél potoků, a to v pásmu od podhůří až do hor.

## Rozšíření
Západní a střední Evropa, od Pyrenejí a střední Itálie až na sever Balkánského poloostrova a do Karpat, dále také jih Skandinávie, Kavkaz, východní Asie a Severní Amerika.

## Zajímavosti
V plodném stavu dobře poznatelná kapradina díky výtrusnicovým kupkám, které lemuji okraje listů. Žlázky mívají silně citrónovou vůni. Chráněným druhem je pouze v Srbsku.